# Horace Gould
Horace Gould, né le 20 septembre 1921 à Bristol  et mort d'une crise cardiaque le 4 novembre 1968 dans sa ville natale, est un ancien pilote automobile anglais.

## Carrière
Après des débuts sur voiture de sport en 1952, il a remporté la saison suivante l'International de Silverstone sur Cooper T21 (en 1954 il sera aussi troisième en fin d'année à Brands Hatch, encore en épreuve National pour formule libre Sport).
Il a débuté en formule 1 en 1954, au volant d'une Cooper à moteur Bristol, puis il a couru sur Maserati 250F de 1955 à 1960. Il a pris le départ de quatorze Grands Prix de championnat du monde, son meilleur résultat étant une cinquième place lors du Grand Prix de Grande-Bretagne 1956.
Il a également participé à une manche du Championnat du monde des voitures de sport: il termine 5e au classement général des 1000 kilomètres du Nüburgring 1957 à bord d'une Maserati 300S, avec les pilotes Francesco Godia-Sales (propriétaire de la voiture), Stirling Moss et Juan Manuel Fangio.

## Résultats en championnat du monde de Formule 1
| Saison | Écurie                                   | Châssis       | Moteur              | Pneus          | GP disputé | Points inscrits | Classement |
| ------ | ---------------------------------------- | ------------- | ------------------- | -------------- | ---------- | --------------- | ---------- |
| 1954   | Gould's Garage                           | Cooper T23    | Bristol 6 en ligne  | Dunlop         | 1          | 0               | n.c.       |
| 1955   | Gould's Garage Officine Alfieri Maserati | Maserati 250F | Maserati 6 en ligne | Dunlop Pirelli | 3          | 0               | n.c.       |
| 1956   | Gould's Garage                           | Maserati 250F | Maserati 6 en ligne | Dunlop Pirelli | 4          | 2               | 22e        |
| 1957   | H.H. Gould                               | Maserati 250F | Maserati 6 en ligne | Dunlop Pirelli | 5          | 0               | n.c.       |
| 1958   | H.H. Gould                               | Maserati 250F | Maserati 6 en ligne | Dunlop Pirelli | 1          | 0               | n.c.       |